# مولفزه
مولفزه (به آلمانی: Molfsee) یک شهر در آلمان است که در رندسبورگ-اکرنفورده واقع شده‌است.
 مولفزه  ۴٬۸۹۵ نفر جمعیت دارد.